# Ітабірит
Ітабірит (рос. итабирит; англ. itabirite; нім. Itabirit m) — мінерал, гематит зі сланців.

## Етимологія та історія
Мінерал названо на честь родовища Ітабірі (Бразилія). Цей термін спочатку застосовувався в муніципалітеті Ітабіриту (Піко де Ітабіріто), в штаті Мінас-Жерайс і південній частині Белу-Орізонті, Бразилія. На початку XXI ст. назва мінералу використовується і поза межами Бразилії.

## Загальний опис
Ітабірит — гематит зі сланців, різновид залізистого кварциту з малою кількістю силікатних мінералів (менше 10 %), чим він відрізняється від таконітів. Ітабірит — багатошарове, метаморфізоване оксидно-фаційне утворення заліза.
Зазвичай містить 40-45 % заліза, іноді вміст заліза у верхніх горизонтах доходить до 66 % в результаті вихолощення діоксиду кремнію. Поширений головним чином в Південній Америці.